# Symphonie espagnole

La Symphonie espagnole est une œuvre pour violon et orchestre composée par Édouard Lalo, son 21e opus en ré mineur. Écrite en 1874 pour le violoniste Pablo de Sarasate, elle fut créée par le dédicataire aux Concerts populaires à Paris le 7 février 1875.

## Présentation
Officiellement une symphonie, elle est considérée comme un concerto pour violon par les musiciens aujourd'hui. L'œuvre est écrite dans une période où les rythmes latins étaient en vogue (Carmen de Georges Bizet est présentée au public un mois plus tard).
La Symphonie espagnole est l'une des œuvres les plus connues de Lalo. Elle fut un succès dès sa création et permit à son auteur de se faire un nom. Elle sonne bien et pour cette raison elle procure un plaisir particulier aux violonistes qui la jouent.

## Structure
Elle est écrite en cinq mouvements :
- Allegro non troppo
- Scherzando : Allegro molto
- Intermezzo : Allegretto non troppo
- Andante
- Rondo : Allegro

Durée approximative : 30 minutes.
L'intermezzo est une habanera très influencée par La Negrita (ou La Neguita), une habanera de Sebastian Yradier composée quelques années avant la Symphonie espagnole.